# Trimeresurus toba
Espèce
Synonymes
- Popeia toba David, Petri, Vogel & Doria, 2009

Trimeresurus toba est une espèce de serpents de la famille des Viperidae.

## Répartition
Cette espèce est endémique de Sumatra en Indonésie.

## Description
C'est un serpent venimeux.

## Étymologie
Le nom spécifique de cette espèce, toba, fait référence au massif volcanique Toba, en Indonésie, où cette espèce a été décrite. Le lac Toba au pied de ce massif porte le même nom.

## Publication originale
- David, Petri, Vogel & Doria, 2009 : A new species of pitviper of the genus Trimeresurus (Popeia) from northern Sumatra (REPTILIA, SQUAMATA, VIPERIDAE). Annali del Museo Civico di Storia Naturale "G. Doria", Genova, vol. 100, p. 323-346.